# Масований ракетний обстріл України 14 січня 2023
14 січня 2023 року, в ході російського вторгнення в Україну, російські військові завдали чергового масованого ракетного удару. Були застосовані крилаті ракети повітряного базування Х-101/Х-555, Х-22, крилаті ракети морського базування «Калібр» та керовані авіаційні ракети Х-59. Крім того вперше було застосовано ракети 48Н6ДМ від зенітного комплексу С-400 для ударів по Києву з Брянської області.
З самого ранку в Україні почався масований ракетний обстріл ракетами дальньої дії. Є влучання в енергетичні та промислові об'єкти України. Значні руйнування житлових будинків. Повідомляється про випущені 38 ракет у цей день, з яких збито 25.
Внаслідок ракетних ударів було пошкоджено 9 блоків ТЕС, 3 магістральні підстанції та повітряну лінію. Зокрема, було зруйновано турбінну залу енергоблока однієї з теплоелектростанцій компанії ДТЕК. Енергосистема зберегла цілісність, але через значний дефіцит генерації довелось застосувати аварійні відключення.
Зокрема, потужні вибухи вдень 14 січня прогриміли у столиці, Київській, Вінницькій, Дніпропетровській, Львівській, Харківській, Черкаській, Івано-Франківській, Тернопільській, Хмельницькій областях.
За попередніми даними, майже всюди відпрацювала протиповітряна оборона, знищивши ворожі ракети, проте зафіксовано й влучання по житловому будинку та об’єктах критичної інфраструктури.
| Регіон                                              | Місце                                               | Ракета                                              | Збито                                               | Влучання, загиблі/поранені                          |
| --------------------------------------------------- | --------------------------------------------------- | --------------------------------------------------- | --------------------------------------------------- | --------------------------------------------------- |
| Київ                                                | Київ                                                | 48Н6                                                | —                                                   | енергетична та цивільна інфраструктура, жертви: 0/0 |
| Київська обл.                                       | Київська обл.                                       | —                                                   | —                                                   | енергетична та цивільна інфраструктура              |
| Харківська обл.                                     | Харків                                              | 5В55                                                | —                                                   | енергетична інфраструктура                          |
| Запорізька обл.                                     | Запоріжжя                                           | 5В55                                                | —                                                   | промислова інфраструктура, жертви: 0/0              |
|                                                     |                                                     |                                                     |                                                     |                                                     |
| Україна                                             | Україна                                             | —                                                   | 21/21                                               | перехоплено українською ППО                         |
| Львівська обл.                                      | Львівська обл.                                      | —                                                   | 0/9                                                 | не встановлено, жертви: 0/0                         |
| Івано-Франківська обл.                              | Івано-Франківська обл.                              | —                                                   | 0/9                                                 | не встановлено, жертви: 0/0                         |
| Дніпропетровська обл.                               | Дніпро                                              | Х-22                                                | 0/9                                                 | житловий будинок, жертви: 46/80                     |
| Дніпропетровська обл.                               | Кривий Ріг                                          | —                                                   | 4/5                                                 | цивільна інфраструктура, жертви: 1/1                |
| Молдова                                             | Молдова                                             | —                                                   | 0/1                                                 | пустир                                              |
| Україна загалом (не рахуючи систем С-300)           | Україна загалом (не рахуючи систем С-300)           | Україна загалом (не рахуючи систем С-300)           | 25/38                                               | жертви: 47/81+                                      |
| Відсоток перехоплених ракет ППО та іншими засобами: | Відсоток перехоплених ракет ППО та іншими засобами: | Відсоток перехоплених ракет ППО та іншими засобами: | Відсоток перехоплених ракет ППО та іншими засобами: | 66%                                                 |

## Наслідки
Внаслідок ракетних ударів було пошкоджено 9 блоків ТЕС, 3 магістральні підстанції та повітряну лінію. Зокрема, було зруйновано турбінну залу енергоблока однієї з теплоелектростанцій компанії ДТЕК. Енергосистема зберегла цілісність, але через значний дефіцит генерації довелось застосувати аварійні відключення.
У ході обстрілу було завдано удару ракетою Х-22 по багатоповерховому житловому будинку у місті Дніпро.